# 佐利斯科耶區

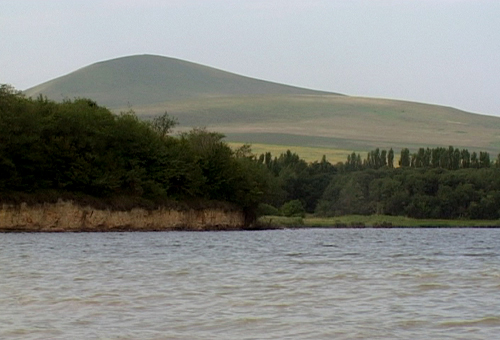

43°54′N 43°13′E / 43.900°N 43.217°E
佐利斯科耶區（俄语：Зольский район），是俄羅斯的一個區，位於該國西南部，由卡巴爾達-巴爾卡爾共和國負責管轄，面積2,124平方公里，2010年人口48,939，人口密度每平方公里23.04人。